# Statistisches Amt von Bangladesch
Das Statistische Amt von Bangladesch (bengalisch বাংলাদেশ পরিসংখ্যান ব্যুরো, englisch Bangladesh Bureau of Statistics, kurz: BBS) ist die zentrale und offizielle Behörde in Bangladesch, die Statistiken zur Demografie, Wirtschaft und andere Fakten über das Land sammelt und die Informationen dazu verbreitet. Der Hauptsitz ist in Dhaka.

## Geschichte
Im Land gab es zuvor unabhängige statistische Programme, jedoch waren diese oft unvollständig oder führten zu ungenauen Ergebnissen. Im August 1974 gründete die Regierung von Bangladesch eine zentrale Behörde, indem sie vier der früheren größeren statistischen Ämter, das Bureau of Statistics, das Bureau of Agriculture Statistics, die Agriculture Census Commission und die Population Census Commission zusammenlegte.
Im Juli 1975 wurde die Statistics and Informatics Division unter der Aufsicht des Planungsministerium Bangladeschs eingerichtet und mit der Aufsicht über das BBS beauftragt. Zwischen 2002 und 2012 war die Division abgeschafft, wurde aber später wieder eingerichtet.
Ab 2019 verfügt das BBS über 8 statistische Abteilungen, 64 statistische Bezirksämter und 489 Upazila / Thana-Büros.

## Internet-Veröffentlichungen
Das Amt bietet eine Vielzahl von statistischen Berichten zum Herunterladen an. Im Folgenden ist eine Auswahl wiedergegeben.
- District Statistics – Veröffentlichungen zu den einzelnen Distrikten von Bangladesch
- Statistical Bulletin – Statistisches Periodikum (üblicherweise alle zwei Monate)
- Statistical Yearbook – Statistische Jahrbücher von Bangladesch
- Bangladesh Statistics – Jährliche Kurzstatistik von Bangladesch